# (32203) 2000 OF3
2000 OF3 (asteroide 32203) é um asteroide da cintura principal. Possui uma excentricidade de 0.18558170 e uma inclinação de 12.02147º.
Este asteroide foi descoberto no dia 23 de julho de 2000 por LINEAR em Socorro.